# Военное дело у иллирийцев
История военного дела у иллирийцев начинается в начале II тысячелетия до н. э. и заканчивается в I веке н. э., разворачиваясь на территории Иллирии и Южной Италии, где процветала цивилизация япигов.
Иллирийцы были знаменитыми воинами, именно так их характеризуют античные источники. Они использовали эффективные виды оружия, такие как сика (изогнутый меч иллирийского происхождения, широко распространившийся по всем Балканам, а впоследствии принятый на вооружение римлянами).
Также иллирийцы были известны как умелые ремесленники и корабелы: их многочисленные военные корабли контролировали большую часть Адриатического и Ионического морей.
Данная статья рассматривает как вооружённые конфликты с участием иллирийских племён и государственных образований на Балканах и в Италии, так и пиратскую активность иллирийцев на Средиземном море. Наряду с войнами иллирийцев против соседних племён и государств также известны многочисленные войны между иллирийскими племенами.

## Мифологический период
Упоминания об участии иллирийцев в военных конфликтах встречаются в греческой мифологии, например — в легенде об основателе беотийских Фив Кадме и его жене Гармонии, в которой Кадм, получив предсказание от оракула (3), ведёт за собой иллирийское племя энхелейцев (1) на победоносную войну против других иллирийских племён(2). Если эта легенда имеет реальную историческую основу, то описанная в ней война должна была происходить около 2000 года до н. э. — именно тогда жил Кадм по сообщению Геродота.

## Межплеменные конфликты
Иллирийские племена не были склонны помогать друг другу во время войн с соседними народами; мало того, иногда отдельные племена вступали в союзы с соседними народами — римлянами (4) и греками (5) — для борьбы между собой. Эти межплеменные конфликты разгорались из-за территорий, пастбищ, доступа к природным ресурсам, таким как месторождения железных руд и соли. Римляне — до того как завоевать Иллирию — участвовали в этих межплеменных конфликтах и умело использовали их в своих интересах. Наиболее известный инцидент, связанный с вовлечением римлян в войну между далматами и либурнами за контроль над городом Промона, закончился заключением мира. Как правило, римляне выступали в роли третейского судьи в кровавых схватках между иллирийскими племенами. Так, племя аутариатов воевало с племенем ардиеев за контроль над местами добычи соли(6). Ардиеи вели активную и кровопролитную войну, но были в конце концов разбиты римскими легионами (7). Племя даорсов страдало от нападений племени далматов и, наконец, обратилось за помощью к римлянам.

## Государственные образования
Самое раннее известное государство иллирийцев — это государство племени энхелов, возникшее в VIII веке до н. э. Энхелы доминировали в регионе в течение двух столетий, но в начале VI века до н. э. их государство распалось[8][9]. В последующий период, а именно в VII веке до н. э., своё государство сформировало другое иллирийское племя — тавлантии. Племя аутариатов также — в 337 году до н. э. — образовало собственное княжество, лидером которого был Плеуриас (др.-греч. Πλευρίας, правил в 337—335 годах до н. э.[10] Царство ардиеев возникло в 230 году до н. э. и перестало существовать в 167 году до н. э.(11). Наиболее значимыми иллирийскими государственными образованиями и княжескими династиями были следующие: государство дарданцев (им правил Бардил, умер в 358 году до н. э.); государство ардиеев (им правил Агрон, приблизительно в 250—230 гг. до н. э.; государство адриеев было последним и наиболее известным из всех иллирийских государственных образований).[12] Агрон распространил свою власть не только на адриеев, но и на соседние иллирийские племена (13). Что же касается дарданцев — у них всегда были собственные государственные образования, независимые от остальных иллирийцев[14].
Иллирийские княжества никогда не были большими; точную площадь даже самых обширных и важных из них установить невозможно (15). Власть над всей Иллирией в конце концов получили только римляне. С точки зрения внутренней организации южноиллирийские государства в основном имитировали устройство соседних с ними греческих царств, влияние со стороны греческих полисов и позднее эллинистических государств способствовало появлению у иллирийцев городов.[16] Полибий показывает нам общество типичного иллирийского княжества как состоящее в основном из крестьян (во время войны они составляют пешее ополчение), которыми управляют аристократы — их писатель называет «полидинастами» (др.-греч. Πολυδυνάστες) — каждый из таких аристократов контролировал свой отдельный город и подчинялся верховному правителю(17). Власть правителя передавалась по наследству, также иллирийские правители прибегали к династическим бракам как средству заключения союзов(18). Плиний Старший пишет, что ядро иллирийских племенных княжеств составляли так называемые «настоящие иллирийцы» или, как он их называет, Illyrii Proprie Dicti.[19] К этим «настоящим иллирийцам» относились такие племена как: тавлантии, плеры, эндирудины, сасэи, грабэи и лабеаты. Эти племена впоследствии объединились и сформировали племя доклетов.

## Либурнская талассократия
Иллирийское племя либурнов было народом умелых моряков, их галеры-либурны позволяли им не только контролировать балканский берег Адриатического моря, но и добираться до противоположного — италийского — берега. Этот процесс начался ещё в период великой миграции из Паннонии на Адриатику, имевшей место в конце бронзового века, в XII—X веках до н. э. В железном веке поселения иллирийцев известны уже на побережье Италии, а именно в Апулии и в Пицене, где развиваются специфические культуры железного века (20).
В IX—VI веках до н. э. формируется определённое культурное единство, распространившееся по всей Адриатике, причём в этом культурном единстве и политически и экономически доминировали либурны. Ряд топонимов указывает на то, что на побережье Южной Италии (в Апулию и Пицен) переселялись не только либурны, но и другие иллирийские племена (21).
В IX веке до н. э. иллирийцы (22) контролировали всю внутреннюю Адриатику, в VIII веке до н. э. они начали распространяться в южном направлении. Если верить Страбону(23), либурны захватили остров Керкира, сделав его своим самым южным аванпостом, помогавшим им контролировать проход из Средиземного моря в Адриатическое. В 735 году до н. э. иллирийцы покинули этот остров, уступив контроль над ним коринфскому правителю Герсикрату, это был период коринфской экспансии в Южной Италии, Сицилии и в Ионийском море. Несмотря на это, иллирийцы в течение последующих нескольких веков сохраняли свои позиции на Адриатическом море. Коринф оказался первым государством, бросившим вызов либурнскому господству в регионе. Бакхиады (24) вытеснили либурнов и эретрийцев с острова Керкира. Примерно в 625 году до н. э. иллирийское племя тавлантиев попросила у Коринфа и жителей Керкиры помощи в борьбе против либурнов. Греки вмешались в войну и одержали победу.
Либурны начали терять контроль над адриатическими побережьями в VI веке до н. э. Плиний Старший пишет, что либурны потеряли контроль над западным побережьем Адриатического моря из-за вторжения туда умбров и галлов, что, в свою очередь, явно было вызвано усилением и экспансией этрусков, богатые археологические следы их пребывания встречаются в долине реки По. Несомненно, всё перечисленное говорит об ослаблении либурнской талассократии на северо-западных берегах Адриатического моря. Вторжения кельтов на Апеннинский полуостров после 400 года до н. э. существенно изменили этническую и политическую карту региона и начали представлять прямую угрозу остававшимся на тот период либурнским владениям на западном побережье Адриатики.
Ситуация в собственно либурнских владениях на Балканах существенно отличалась от ситуации на западном берегу Адриатики. На Балканах есть археологические свидетельства материального обмена с кельтами, но все кельтские элементы в этом регионе остаются вторичными, здесь по-прежнему обитают племена истров, яподов, далматов, особенно редки кельтские артефакты на исконно либурнских территориях.

## Япиго-тарентинские войны
Япиго-тарентинские войны — это ряд военных конфликтов и войн между греческой колонией Тарас (нынешний Таранто, Апулия, Италия) и тремя япигскими племенами: мессапами, певкетами и даунийцами.
Конфликты начались сразу же после того, как в 706 году до н. э. греки основали Тарас на плодородной равнине в южной Италии. Экспансия Тараса была ограничена и могла распространяться только на побережье, так как население внутренних областей Апулии оказывало грекам яростное сопротивление. В 473 году до н. э. Тарас заключил союз с другой греческой колонией, Регием (др.-греч. Ῥήγιον, нынешний Реджо-ди-Калабрия), эти два города договорились противостоять племенам мессапов, певкетов и луканов, однако объединённые армии Тараса и Регия были разбиты при Кайлии (нынешний Целе, Словения). Геродот (26) называет эту битву величайшим из известных ему побоищ в греческой истории, 3000 воинов из Регия и неизвестное число воинов из Тараса было убито. В 466 году до н. э. Тарас снова потерпел поражение в борьбе с япигами, об этом пишет Аристотель (27), указывая, что из-за гибели в этой войне множества тарасских аристократов в городе могла восторжествовать демократия.
В 440 году до н. э. мессапский город-государство Бриндизи заключил союз с греческой колонией Сибарис. Объединённая армия Бриндизи и Сибариса находилась под руководством спартанского полководца Клеандрида (он был изгнан из Спарты за то, что, будучи советником спартанского царя Плистоанакта во время Пелопоннесской войны, принял взятку от афинян). Тарас в Пелопоннесской войне поддержал Спарту и в 415 году до н. э. отказал афинянам в помощи (в предоставлении приюта и воды) и даже послал флот на театр военных действий, чтобы помочь спартанцам после того, как афиняне потерпели крушение у берегов Сицилии. С другой стороны, афиняне поддерживали мессапов в их борьбе против Тараса, чтобы подорвать могущество Тараса (28).
После 330 года до н. э. мессапы объединили силы с жителями Тараса против значительно более опасной силы — Рима. Этот союз мессапов с тарасцами и с Клеонимом Спартанским ввязался в войну против Рима в 304 году до н. э. Таким образом, к концу IV века до н. э. япиги и Тарас объединили свои военные усилия против общего врага — Римской республики (29).

## Иллирийская экспансия
В IV веке до н. э. иллирийским царём становится Бардил, ставший основателем новой династии после своей победы над предыдущим правителем, Сирром (др.-греч. Σίρρας), который успел заключить мирный договор, давший ему контроль над Линкестидой. Бардил продолжил начатое Сирром объединение различных иллирийских племён под властью одного государственного образования. Созданное им государство в скором времени стало грозной силой на Балканах, что вызвало изменения во взаимоотношениях иллирийцев с Македонией. Используя новую тактику ведения войны, в 393 году до н. э. иллирийцы одержали решающую победу над македонским царём Аминтой III, изгнав его и превратив Македонию в своё марионеточное государство. В 392 году до н. э. Аминта III объединил усилия с фессалийцами и вновь захватил власть в Македонии, отбив страну у дарданцев. После этого в 372 году до н. э. Бардил вторгся в Македонию и принудил эту страну платить себе ежегодную дань.
В 385 году до н. э. Бардил вторгся в Эпир, которым тогда правили цари Молосской династии. В этом походе союзником Бардила был Дионисий Старший (тиран Сиракуз)[30]. В результате этого похода иллирийцы и сиракузцы посадили на эпирский трон Алкета I, который до этого пользовался политическим убежищем в Сиракузах. Дионисий Старший планировал в результате этой войны получить контроль над всем Ионическим морем. Однако в войну вмешались вторгшиеся в Эпир спартанцы(31), которые изгнали Бардила и его иллирийцев(32)(33). Иллирийцев поддерживали 2000 греческих гоплитов, также им было предоставлено 500 комплектов греческого вооружения, однако спартанцы во главе с Агесилаем II разбили иллирийское войско. Впрочем, иллирийцы при отступлении разорили регион и убили 15 000 молосцев. Таким образом, попытка иллирийцев захватить контроль над Эпиром провалилась. В 360 году до н. э. новое нападение иллирийцев вынудило молосского царя Арриба эвакуировать гражданское население страны в Этолию и позволить захватчикам свободно передвигаться по опустошённой стране. Впрочем, те всё равно взяли богатую добычу(34). В том же году Арриб разбил иллирийцев после того, как те разграбили Эпир.
В 360 году до н. э. южные пеонийские племена организовали серию набегов на Македонию, чтобы поддержать иллирийское вторжение в эту страну. В 359 году до н. э. Бардил победил в решающей битве македонского царя Пердикку III, убив и самого царя и 4000 его воинов; в результате иллирийцы оккупировали города верхней Македонии.[35][36] Попытка македонских царей отвоевать эти земли обратно провалилась.
После катастрофического поражения, нанесённого македонцам иллирийцами Бардила, македонский царь Филипп II, пришедший к власти в 358 году до н. э., возобновил с иллирийцами мирный договор, женившись на иллирийской царевне Аудате (она была, возможно, дочерью или племянницей Бардила).[37] Этот мир дал Филиппу время на то, чтобы собрать свои силы и в конечном итоге разбить иллирийцев (правителем которых по-прежнему оставался Бардил) в решающей битве в Эригонской долине, в которой было убито около 7000 иллирийских солдат. Эта победа на время отвела от Македонии иллирийскую угрозу. Бардил тоже пал в битве в Эригонской долине, ему на тот момент было уже около 90 лет; иллирийцы, предвидя своё поражение, предлагали Македонии мир, но Филипп II отказался.[38][39] В 335 году до н. э. все южноиллирийские государственные образования были захвачены Александром Македонским; свою независимость они отвоевали только к концу IV века до н. э.
О победе Филиппа II Македонского над иллирийским царём Бардилом в 358 году до н. э. Диодор Сицилийский (I век до н. э.) пишет так[40]:

Впервые за долгое время силы противников оказались практически равны, так как оба войска демонстрировали одинаковую отвагу. Много воинов пало, ещё больше было ранено, но ни та, ни другая армия не приближались к победе, несмотря на доблесть бойцов с обеих сторон. Но после кавалерия начала теснить пехоту с флангов и с тыла, и Филипп с лучшими из своих воинов дрался с подлинным героизмом, обратив в бегство многих иллирийцев. Преследуя противника, его войска прошли заметное расстояние, многие воины были убиты в этом бою, Филипп приказал затрубить сигнал к общей атаке, а иллирийцы послали к нему парламентёров с просьбой о мире, обещая уйти из всех македонских городов и больше не беспокоить Македонию своими нападениями. В битве погибло более 7000 иллирийских воинов.

## Галльское нашествие
С IV века до н. э. кельтские племена начинают проникать на Карпаты и в долину Дуная, а также в Италию. Если верить легенде, 300 000 кельтов вторглись в это время в Италию и Иллирию.[41] К III веку до н. э. аборигенное население Паннонии было практически полностью ассимилировано кельтами.[42] Иллирийцы в это время воевали в основном с греками, оставляя западную границу своих земель незащищённой. В то время, когда в Греции правил Александр Македонский, кельты не решались появляться у северных границ Греции. Именно поэтому ранние экспедиции кельтов направлялись в первую очередь на землях иллирийцев.[43]
У нас мало информации о том, что происходило в то время во внутренних областях Иллирии, однако мы знаем, что первым из обитающих на Балканах племён, потерпевшим поражение в войне с кельтами, оказалось племя аутариатов. Это племя до этого весь IV век господствовало в центральной части Балканского полуострова, его племенной центр локализовался в долине Моравы (нижнего притока Дуная).[42] Кельты демонстрируют свою великолепную тактику в войне с иллирийским племенем ардиеев. В 310 году до н. э. кельтский вождь Молистом проник вглубь иллирийских территорий, подчинив себе племена дарданцев и пеонийцев.
В 280 году до н. э. кельты начали продвигаться в трёх направлениях: в сторону Македонии и Иллирии, в сторону Греции и в направлении Фракии. Если верить Диодору Сицилийскому, основная кельтская армия составляла 150 000 пехотинцев и 10 000 конных воинов, её сопровождал обоз из 2000 возов с едой и оружием. Все государства Балкан с беспокойством следили за передвижениями этой армии. Македонский царь Птолемей II Керавн отнёсся к новостям о передвижениях галлов слишком беспечно. Он с насмешкой ответил на предложение дарданского царя (возможно, Монуния I), который предлагал ему в помощь 20 000 своих воинов. Птолемей заносчиво ответил, что справится с кельтской угрозой сам. Когда это заявление передали дарданскому царю, тот ответил, что в скором времени прекрасное Македонское царство потерпит поражение из-за незрелости его правителя. И так и произошло, буквально несколько дней спустя македонская армия была разбита кельтами на территории Македонии, Птолемей был ранен в бою и взят в плен, а впоследствии был убит. Кельты продвинулись дальше на юг и дошли до Дельф, но, добравшись до них, повернули обратно на север. На этом обратном пути кельтская армия была уничтожена дарданцами, через земли которых проходила.[44]

## Иллирийские войны
В Первой иллирийской войне, которая продолжалась с 229 по 228 год до н. э.[45], Римская республика боролась за торговые пути по Адриатике, интерес римлян к этим торговым путям активизировался после Первой Пунической войны, когда многие иллирийские племена объединились под властью царицы Тевты[46]. Смерть римского посла Корункания, убитого по приказу Тевты(47)(48), а также атака иллирийцев на торговые суда италийских купцов, находившиеся под защитой Римской республики, вынудили римский Сенат отправить в Иллирию армию под командованием Луция Постумия Альбина (консул в 234 и 229 годах до н. э.) и Гнея Фульвия Центумала. Римляне изгнали иллирийские гарнизоны из греческих городов Эпидамна (нынешний Дуррес, Албания), Аполлонии Иллирийской, Коркиры, а также с острова Фарос (нынешний Хвар, Хорватия) и других и установили над этими греческими городами свой протекторат.
Римляне также поддержали[49] Деметрия Фаросского, рассчитывая противопоставить этого правителя иллирийской царице Тевте.[50]
Вторая Иллирийская война продолжалась в 220—219 годах до н. э. В 219 году до н. э. Римская республика вела войну с кельтами в Цизальпинской Галлии, а также начинала Вторую Пуническую войну против Карфагена[51]. Эти отвлекающие римлян факторы дали Деметрию Фаросскому время, которое было ему необходимо для постройки нового иллирийского военного флота. Во главе этого флота в 90 кораблей Деметрий отплыл из Лисса (нынешняя Лежа, Албания) на юг, нарушив этим ранее заключённый им мирный договор и начиная войну.[52]
В первую очередь флот Деметрия атаковал Пилос, где захватил 50 судов. Из Пилоса флот Деметрия направился к Кикладским островам, подавляя встречавшееся им по пути сопротивление. Деметрий поступил нерационально, отправив свой флот через Адриатическое море и разделив таким образом иллирийскую армию. Воспользовавшись этим, римский флот под командованием Луция Эмилия Павла (консул 219 года до н. э.)[55] взял укреплённый[53] город Димале (др.-греч. Διμάλη или Δίμαλλον)[54]. От Димале римский флот двинулся к Фаросу.[56] Римские войска вошли в Иллирию, Деметрий бежал в Македонию, где стал доверенным лицом при дворе Филиппа V Македонского и оставался таковым до своей смерти в Мессене (Пелопоннес) в 214 году до н. э.[57]
В ходе Третьей Иллирийской войны в 168 году до н. э. иллирийский царь Гентий вступил в союз с македонцами. Сначала, в 171 году до н. э., он был союзником Рима в его борьбе против Македонии, но в 169 году до н. э. переметнулся на сторону Персея Македонского. Гентий арестовал двух римских легатов и разрушил города Аполлонию Иллирийскую и Диррахий (нынешний Дуррес, Албания), оба эти города были союзниками Римской республики. В 168 году до н. э. Гентий был разбит при Скодре (нынешний Шкодер, Албания) римским войском под командованием Луция Аниция Галла[58], а в 167 году до н. э. был доставлен в Рим в качестве пленника для участия в триумфе своего победителя, после чего был заключён в городе Игувий (нынешний Губбио, Умбрия, Италия). В ходе всех трёх описанных выше Иллирийских войн Римская республика оккупировала иллирийские поселения и покончила с иллирийским пиратством на Адриатическом море[59]. Выделяются три римские кампании этого времени: первая война велась против Тевты, вторая — против Деметрия Фаросского[60], а третья — против Гентия. Первая римская кампания 229 года до н. э. ознаменовала первый раз, когда римский флот пересёк Адриатику, чтобы вторгнуться в чужую страну.[61]

## Великое Иллирийское восстание
Великое Иллирийское восстание (лат. Bellum Batonianum, также Паннонское восстание[62]) представляло собой значительный военный конфликт [63] между союзом иллирийских племён и войсками Рима, продолжавшийся в течение четырёх лет (с 6 по 9 годы н. э.). В 6 году н. э. несколько полков иллирийского племени дезитиатов, обитавшего на территории нынешних центральных Боснии и Герцеговины, под командованием Батона Дезидиата (Батон I) собрались в одном месте, чтобы присоединиться к пасынку Октавиана Августа Тиберию в его войне против германцев. Однако вместо того, чтобы присоединиться к войскам Тиберия, дезитиаты взбунтовались и разбили посланные усмирять их римские войска. В скором времени к дезитиатам присоединилось обитавшее между реками Сава и Драва на территории нынешней Хорватии племя бревков[64] под началом вождя Батона (Батон II). Бревки дали бой второму римскому отряду, посланному для их усмирения из Мёзии, этим отрядом командовал наместник Мёзии Авл Цецина Север (консул 1 года до н. э.). Римские войска были разбиты в битве при Сирмии, но иллирийцы также понесли в этой битве серьёзные потери. Однако к восставшим двум иллирийским племенам начали присоединяться жители окрестных земель. Под угрозой оказалась власть римлян в имевшей для них стратегическое значение провинции Иллирик, которая незадолго до того была расширена за счёт земель иллирийского племени паннонов — аборигенов междуречья Савы и Дравы, завоёванного Римом в 12-9 годах до н. э. Иллирик прикрывал Италию с востока, а восстание в Иллирии поставило центральные земли Римского государства под угрозу вторжения.
Октавиан Август приказал Тиберию прервать военные операции в Германии и двинуть основные силы на Иллирик. Тиберий послал туда войско под командованием Марка Валерия Мессалы Мессалина (наместника Далмации и Паннонии). В Риме же в это время началась паника[65], император Август начал собирать второе войско, командовать которым должны были Тиберий и его племянник Германик. Император инициировал принудительную покупку тысяч рабов, этим рабам даровалась свобода только для того, чтобы они пополнили в спешке собираемую армию. Такая паника охватила Рим в первый раз со времён поражения при Каннах двумя веками раньше. В результате к зиме 6/7 годов н. э. было укомплектовано 10 легионов и столько же ауксилий — вспомогательных подразделений (70 когорт, 10 кавалерийских ал, на военную службу было вновь призвано более 10 000 ветеранов).[66] В дополнение к этим силам было привлечено много фракийских воинов под началом фракийского царя Реметалка I, бывшего союзником Рима. Общая численность собранной Октавианом Августом армии составила 100 000 человек.[67]
И эта армия вынуждена была отступать, столкнувшись с рядом поражений на поле боя и ожесточённой партизанской войной в горах нынешней Боснии[68], также активные бои шли в Паннонии вокруг горного кряжа Алмус (нынешняя Фрушка-Гора, Сербия) недалеко от Сирмия. Римлянам потребовалось три года ожесточённой войны на то, чтобы усмирить восстание иллирийцев, римский историк Гай Светоний Транквилл описывает это восстание как самый тяжёлый для Рима конфликт со времён Пунических войн, имевших место за два века до того. Тиберий окончательно подавил это восстание только в 9 году н. э. И это было как раз вовремя: в том же году германский вождь Арминий уничтожил три римских легиона в Тевтобургском лесу. Римское высшее командование не сомневалось, что окажись у Арминия возможность заключить союз с восставшими иллирийцами — он бы этой возможности не упустил.[69]
Ожесточённая война на Иллирийском фронте оказала значительное влияние на настроения римских солдат. Они были недовольны необходимостью сражаться на гористых и болотистых землях Паннонии, недостаточной платой за участие в этих боевых действиях, злоупотреблениями римских офицеров (касающимися как платы, так и условий службы). Всё это привело к тому, что в 14 году н. э. римские солдаты подняли мятеж с требованием компенсации им за Иллирийскую кампанию. Тиберий отправил своего сына, Друза Младшего, умиротворять восставших.

## Тактика и организация войска
Античные источники характеризуют иллирийцев как отважных и умелых воинов. Они выходили на поле боя под командованием своих правителей или царей. Как и во многих других обществах, статус лидера у иллирийцев определялся числом воинов, находившихся под его командованием. Подчинение более высокопоставленным правителям, например, царям, проходило красной нитью через всё общественное устройство, начинаясь с верности племени своему вождю. Исторические источники описывают войско иллирийцев как пешее крестьянское ополчение, сражающееся под командованием вождей (полидинастов), каждый из которых контролирует один из городов царства. Далматы, кроме того, могли вести партизанскую войну и успешно вели её против римлян, нанеся поражения нескольким из лучших римских легионов.
Диодор Сицилийский (I век до н. э.) пишет о построении иллирийцев в бою квадратом[40]:

Но иллирийцы, построившись квадратом, отважно ринулись в бой. Впервые за долгое время ни одна, ни другая сторона не могла победить, несмотря на всю свою ярость и отвагу. Много воинов пало, ещё больше было ранено, но ни одна из сторон не могла победить.

Во II веке до н. э. армии Агрона и Тевты уже больше не прибегали к построению фалангой, иллирийцы этого времени предпочитали мобильные быстро движущиеся небольшие отряды. Эту же тактику они использовали и в римское время, она оказалась более эффективной, чем тактика фаланг, так как каждый из небольших отрядов мог действовать независимо. Эта тактика была гибкой и позволяла превосходить противника в мобильности, возникать как будто из ниоткуда. Иллирийская тактика ведения войны продемонстрировала своё превосходство над греческой тактикой фаланг и принесла иллирийцам ряд значимых побед над греками.
На море иллирийцы придерживались тактики партизанской войны, фактически пиратства. Благодаря этим методам ведения войны иллирийцы много веков контролировали Адриатику. Их корабли, бывшие относительно небольшими, не были приспособлены к открытому бою на море против более тяжёлых военных кораблей, которые были в то время у греков и римлян, чаще всего в таких битвах иллирийцы терпели поражения. Исключением является победа иллирийцев в битве при острове Пакси, когда иллирийские корабли группировались по четыре и такими группами атаковали греческие суда.[70]

## Вооружение
Иллирийцы хоронили своих воинов с оружием, благодаря этому у нас есть большое количество археологических находок, по которым мы можем судить о вооружениях этого народа. Античные авторы не сохранили для нас подробных описаний иллирийского оружия, единственным, кто описал его достаточно адекватно, был древнеримский поэт мессапского происхождения Квинт Энний (239—169 годы до н. э.). Оружие было очень важно для иллирийцев, однако иногда оказывалось так, что некоторые типы вооружений (такие как шлемы и поножи) могли позволить себе только богатые и благородные. Многие образцы доспехов импортировались из Греции, это подтверждается обнаружением греческого оружия в могилах Гласинацкого периода (VII век до н. э.).
Иллирийцы начали пользоваться щитами ещё в бронзовом веке. В железном веке использовались два типа щитов, а именно иллирийские круглые щиты и овальные/прямоугольные щиты, использовавшиеся в северной Иллирии. Наиболее распространёнными были круглые щиты, делавшиеся из обтянутого кожей дерева и снабжавшиеся бронзовыми бляхами; больше всего такие щиты напоминали лёгкую пельту.[71] Иллирийские круглые щиты напоминали македонские образцы, но отличались от многих других круглых щитов региона. Иллирийцы пользовались как круглыми (пельты), так и прямоугольными и овальными щитами.[72] Тип деревянных продолговатых щитов из дерева с железными бляхами появился в Иллирии благодаря кельтам.[73] Эти щиты напоминали североиллирийские овальные образцы.
Броневая защита груди, а также поножи были доступны только богатым иллирийцам. Бронзовые кирасы редко использовались на севере страны, так, на территории нынешней Словении их открыто всего три экземпляра. Однако были распространены другие формы брони для туловища, такие как бронзовые нагрудники, которые могли также частично защищать и спину. Типичный такой бронзовый нагрудник представлял собой диск с сантиметров десять в диаметре. Поножи использовались иллирийцами как минимум с VII века до н. э., хотя, возможно, и раньше. Поножи начинают распространяться в Иллирии с юга и обнаруживаются только в могилах вождей.
На севере Иллирии были широко распространены бронзовые шлемы. Со временем они развились в шлемы конической формы, иногда снабжавшиеся плюмажем в виде гребня. Наиболее интригующими из всех иллирийских шлемов являются шлемы типа «шмарджет» (shmarjet), они изготовлялись племенем яподов, обитавшим в долине Лика (сейчас территория Хорватии). Типичный шмарджет снабжался кольчугой по нижнему краю, защищающей шею, также к нему могли крепиться металлические пластины для защиты щёк. Под влиянием своих северных соседей, а именно италийских племён, в V—IV веках до н. э. иллирийцы начали пользоваться негаускими шлемами. Однако наиболее распространены были шлемы иллирийского типа, их начинают использовать с VII века до н. э. Иллирийский шлем делался из бронзы и украшался большим гребнем. Происхождение этого типа шлемов и период их использования являются предметом ожесточённых споров. Некоторые исследователи считают, что иллирийские шлемы изначально происходят из Коринфа, а в Иллирию попадают только в IV веке до н. э. Другие учёные считают происхождение иллирийских аборигенным и указывают, что такие шлемы употреблялись иллирийцами как минимум до II века до н. э., что подтверждается изображениями на монетах иллирийских городов.
Основным мечом у иллирийцев была сика — кривой меч с односторонней заточкой, напоминающий греческую махайру.[74] Возникновение сики как вида оружия относится к бронзовому веку. Лезвие сики обычно достигало длины в 40-45 см. Эта разновидность меча широко использовалась и другими народами, такими как фракийцы, даки и римляне. Иллирийцы же наряду с сикой использовали и другие мечи различной длины и кривизны, а также разнообразные ножи. Историк Джон Уилкс пишет[75]:

Хотя короткие кривые мечи и использовались различными народами Средиземноморья, римляне считали сику именно иллирийским оружием, использовавшимся появлявшимися из ниоткуда «убийцами» — сикариями.

На вооружении иллирийцев было и множество других видов оружия, таких как метательные копья, длинные копья, называемые сибинами [76] (др.-греч. Σιβύνη) и напоминавшие кабанье копьё, [77] короткие копья для ближнего боя, боевые топоры (в том числе метательные), луки со стрелами (применяются с начала II тысячелетия до н. э.).

## Иллирийские наёмники
Иллирийцы участвовали в качестве наёмников в нескольких военных конфликтах[78], как на стороне греков, так и на стороне римлян. Македонский царь Пердикка II в V веке до н. э. нанял иллирийских наёмников, но те предали его, заключив союз с его противником, Архабаем Линкестидским. Также известен и эпизод, когда Лисимах убил всех нанятых им иллирийских наёмников из племени аутариатов (а их было 5000) потому, что его убедили в их готовности переметнуться на сторону противника.[79] До этого, в 302 году до н. э., 2000 его иллирийских наёмников переметнулись [80] к Антигону I Одноглазому. Иллирийцы никогда не считались надёжными наёмниками[81], но в то же время их ценили как отважных и умелых воинов.

## Вожди и благородное сословие
Иллирийцы из благородного сословия имели доступ к доспехам — нагрудникам и поножам — в то время как основная масса воинов не могла себе этого позволить. Вожди были единственными во всём войске, кто мог позволить себе полный комплект доспехов, которые были большой редкостью.[82] Иллирийские цари и правители носили на шее бронзовые гривны[83] и были хорошо защищены в бою доспехами, в отличие от большинства своих воинов. Многие виды оружия и брони, которыми пользовались вожди, импортировались из Греции[84], в том числе это относится к шлемам.[85] Доспехи, как правило, делались из бронзы.[86] Были распространены бронзовые нагрудники [87] (впрочем, они могли обеспечивать и частичную защиту спины). Поножи также делались из бронзы и крепились к ноге ремнями.[88] Также были распространены пояса с металлическими бляхами.[87][88]
- Лёгкий пехотинец (1000—200 до н. э.)
- Вождь (500—100 до н. э.)
- Пеший воин из знати (300 до н. э.)
- Лёгкий кавалерист (эпоха эллинизма)

## Иллирийский флот
Иллирийцы были печально известны в античном мире как пираты. Они были умелыми кораблестроителями и моряками. Наиболее известны в этом качестве были иллирийские племена либурнов, яподов, далматов и ардиеев. Самый большой флот был построен иллирийским царём Агроном в III веке до н. э. Излюбленной тактикой иллирийцев на море было объединить свои галеры в группы по четыре и атаковать вражеское судно всей группой сразу, идя на таран, а потом — брать вражеское судно на абордаж сразу со всех четырёх галер. Иллирийские модели боевых кораблей были впоследствии заимствованы многими народами, в том числе греками и римлянами. Во время Первой Македонской войны (214 до н. э. — 205 до н. э.) македонский царь Филипп V даже нанял иллирийских мастеров, чтобы они построили ему 100 боевых кораблей. Самое раннее свидетельство об иллирийских боевых кораблях — это корабль, выгравированный на бронзовых поножах, относящихся к Гласинацкой культуре и датирующихся VIII или VII веком до н. э. Нос этого нарисованного корабля изображает голову животного, возможно, лошади.[8]
Иллирийцы (особенно племя лабатов) любили изображать свои корабли на своих монетах. Часто изображаемая на монетах модель военного корабля вызывает у современных учёных трудности с её определением. Однако на всех монетах видно, что нос корабля выполнен в виде змеиной головы. Византийский автор VI века н. э. писал о том, что Адриатическое море — это море, где плавают змеи.
Либурны были знаменитыми моряками, контролировавшими Адриатическое и Ионическое моря с начала I тысячелетия до н. э. и до V века до н. э. Римляне знали их в основном как народ пиратов. С V века до н. э. главной гаванью либурнийских кораблей была Коринфия на восточной оконечности острова Крк (сейчас территория Хорватии), там у иллирийцев было 7 доков, арсенал, крепость. Эта гавань профункционировала до XVI века. Либурны строили корабли различных типов, от транспортных галер (которые они называли «galaia») и лембусов (рыболовецких судов, современные хорватские левуты — это вариант той же конструкции)[89][90][91] до дракофоросов — боевых кораблей с головой дракона на носу. Кроме того, в деревне Затон (Хорватия, недалеко от города Нин, в древности этот регион был известен как Энона) археологи нашли остатки десятиметрового судна, датировавшиеся I веком до н. э., киль этого корабля был сделан из шести рядов досок, соединённых деревянными гвоздями, днище корабля было надёжно просмолено. Эта находка позволяет нам оценить кораблестроительное искусство древних иллирийцев, такой тип кораблей теперь известен как «Serilia Liburnica». Древние иллирийцы делали свои корабли из древесины лиственных деревьев (дуба и бука), канаты делались из растительных волокон.
Иллирийцы были известны как пираты, нападавшие на греческие и римские суда. Их пристрастие к пиратству принесло им дурную славу и, в конце концов, способствовало падению иллирийского могущества. Изрезанное иллирийское побережье с его многочисленными островами представляло собой прекрасную базу для пиратов, именно из скрытых гаваней этого побережья иллирийцам было очень удобно выводить свои лёгкие и маневренные корабли для нападений на торговые суда более экономически развитых соседей. Наибольшего размаха иллирийское пиратство достигло при царице Тевте (приблизительно с 231 по 227 год до н. э.). Иллирийцы умели брать вражеские суда на абордаж и активно пользовались этим умением. Такой взгляд был одно время широко распространён, но, несмотря на это, он не полностью соответствует реальности. Древнегреческие и римские авторы часто критиковали иллирийцев в своих работах только потому, что видели в них врагов, а также часто преувеличивали иллирийскую угрозу.
Выделяется три основных типа иллирийских боевых судов: лембус, либурна и пристис.[92]

### Лембус
Лембус или лембос (от греческого λέμβος — «корабль»[93]) — это иллирийская модель военного корабля с одним рядом вёсел и без парусов. Это был небольшой лёгкий корабль с низким надводным бортом, быстрый и маневренный, способный взять на борт до 50 воинов (кроме гребцов).[94][95] Лембусы чаще всего ассоциируются с кораблями иллирийских пиратов, действовавших в водах около Далмации.[96] Этот тип боевых кораблей был также заимствован Филиппом V Македонским, а впоследствии также Селевкидами, римлянами и даже спартанским царём Набисом (207 до н. э. — 192 до н. э.), пытавшимся возродить спартанский военный флот.[97]
Античные авторы называют термином «лембус» достаточно широкий класс боевых кораблей, варьируя число гребцов от 16 до 50, эти гребцы могли размещаться в один или два ряда, лембус мог иметь таран или не иметь его, а также служить не только для войны, но и для быстрой перевозки людей и грузов.[98]

### Либурна
Либурна — самая известная модель корабля из созданных иллирийцами, а именно племенем либурнов. Это было гребное судно. Некоторые исследователи считают, что именно либурна изображена в сцене морского боя, вырезанной на каменной пластине (итал. Stele di Novilara), найденной недалеко от античного города Пизавра (нынешний Пезаро на адриатическом побережье Италии) и датируемой V или VI веком до н. э. Эта пластина, скорее всего, изображает бой между флотами либурнов и пиценов. Либурна была лёгким кораблём с одним рядом вёсел и одной мачтой, с одним парусом и выступающим носом. Под носом этого корабля находился подводный таран.
В своей изначальной версии либурна больше всего напоминала греческий пентеконтор. Изначально в ней был предусмотрен один ряд вёсел (по 25 с каждого борта), но позднее — во времена Римской республики — либурна стала напоминать уменьшенную версию триремы (хотя рядов вёсел было только два), но при этом превосходила греческие триремы и биремы в быстроте, лёгкости и манёвренности. Конструкция иллирийской либурны была заимствована римлянами, построенные по этой модели суда стали ключевой частью римского флота, возможно — через посредство македонского флота во II половине I века до н. э. Римские либурны сыграли важную роль в сражении при Акциуме (31 августа — 2 сентября 31 года до н. э.). Благодаря маневренности этих кораблей и отваге служивших на них либурнских моряков римские либурны в этом бою одержали решающую победу над более тяжёлыми квадриремами и квинквиремами противника. Либурна отличалась от боевых трирем, квадрирем и квинкверем в первую очередь не числом вёсел, а уникальными конструкционными особенностями.[99][100] Типичная либурна была 33 метра в длину и 5 метров в ширину, осадка её составляла 0,91 метра. Гребцы сидели в два ряда, с каждого борта было по 18 вёсел. Судно могло развивать скорость до 14 узлов (25,93 км/ч) под парусом и более 7 узлов (12,96 км/ч) на вёслах.[101] Такое судно могло использоваться и для транспортных перевозок, в частности — брать пассажиров, об этом говорит персонаж Лицин в диалоге II века н. э., традиционно приписываемом Лукиану Самосатскому: «Для меня подготовили быстрое судно, разновидность биремы, которую либурны на Ионическом море предпочитают всем другим кораблям».
Позаимствовав у иллирийцев либурну, римляне внесли в неё некоторые доработки. Преимущества, полученные благодаря добавлению тарана и защиты от стрел, перевесили недостаток, заключавшийся в небольшой потере скорости.[102] В дополнение к изменениям в конструкции использование либурн потребовало и некоторого упрощения военной организации. Каждая либурна теперь действовала отдельно, так как более сложные формы организации, с согласованными действиями нескольких кораблей, как правило, не были необходимы.[103] Появились либурны разных размеров, приспособленные для решения конкретных задач, в частности — для патрулирования римских территориальных вод и борьбы с пиратами.[104] Римляне, как правило, пользовались либурнами вне Италии, в провинциях своего государства, где суда этой модели явно преобладали, [105][106][107] в то время как во флотах, охранявших италийские Равенну и Мизен, использовалось только небольшое количество либурн, укомплектованных командами из далматов, либурнов и паннонцев.
Постепенно слово «либурна» стало обозначать различные типы римских судов, в том числе применяться к грузовым судам поздней античности. Тацит и Светоний используют это слово для обозначения любых боевых судов. В надписях же термин «либурна» всегда идёт последним в перечне типов боевых судов: hexeres, penteres, quadrieres, trieres, liburna.[108]
В средневековых источниках слово «либурна» применяется к кораблям, которыми пользовались средневековые хорватские и далматинские пираты и моряки, но этот термин не всегда относится к кораблям, соответствовавшим оригинальной конструкции иллирийской и римской либурны.

### Пристис
Пристис (др.-греч. πρίστις) представлял собой длинное узкое военное судно с выступающим бушпритом[109][110]. Также термин «пристис» используется как название определённого типа кораблей в «Энеиде» Вергилия.[111]

## Фортификация
Иллирийцы строили крепости на холмах, в которых укрывались во время войн (но, возможно, были и форты, в которых жили постоянно[112]). Среди этих крепостей можно выделить Тилуриум[113] и Сетовию[113], обе они построены племенем далматов. Идущая по периметру стена огораживает круглое или овальное (за редкими исключениями) пространство, внутренняя часть крепости может достигать до 200 метров в поперечнике[112], но это бывает редко: в основном иллирийские крепости представляют собой только укреплённые блокгаузы.
Принадлежавшие Кастельерской культуре укреплённые города располагались, как правило, на холмах или горах или же — реже — на равнине, как, например, в регионе Фриули на северо-востоке нынешней Италии (на границе с бывшей Югославией). Каждая крепость была защищена одной или несколькими концентрическими стенами, образующими круг или эллипс (как в Истрии и Венеции-Джулии) или четырёхугольник (как в регионе Фриули). В Истрии, Фриули и Венеции-Джулии на данный момент открыто около сотни укреплений Кастельерской культуры, таких как Леме в центральной части Истрии (ближе к её западному краю), Элльери около коммуны Муджа (Италия, на самой границе со Словенией), Монтеджиове (около города Триест, Италия, на границе со Словенией) и Сан-Поло (недалеко от города Монфальконе, Италия, на самой границе со Словенией). Самой крупной иллирийской крепостью того периода считается Несактиум на юге Истрии (Хорватия, недалеко от города Пула).

## Внешние влияния

### Эллинистические греки
Могилы иллирийских вождей, датируемые ранним железным веком (VII—V вв. до н. э.) содержат много импортных греческих вещей, в том числе оружия.[114] Среди таких могил можно указать Глазинацкую[114] (Босния и Герцеговина), могильник у Охридского озера [114] (Македония), Доленско в Словении[82] и различные места раскопок в Албании.[114] Глазинацкая культура[114] была распространена в восточной Боснии, юго-западной Сербии, всей Черногории, а также на севере Албании. В этот период по всей Иллирии распространились «иллирийские» шлемы, часть из которых ввозилась из Греции, а часть — изготавливалась на месте по греческим образцам; самая северная находка такого шлема была обнаружена в Словении в могильнике вождя[82]; такой же шлем был открыт и вне территорий Гласинацкой культуры, в Клицево, Черногория. Некоторые из обнаруженных шлемов относятся к «типу 1», другие — к «типу 2»[115][116].
Иллирийцы, жившие на побережье Адриатического моря, подвергались эллинизации[117][118][119], так как жили по соседству с греческими колониями в Иллирии. Эти племена подвергались культурному влиянию со стороны греков, импортировали греческие оружие и доспехи, а также заимствовали из Македонии дизайн своих щитов[120] и браслетов.[121] Впрочем, иллирийцы изображали на своих щитах только четыре концентрические полуокружности, в то время как македонцы изображали пять. Этот древнегреческий по происхождению символ был широко распространён в Фессалии и Македонии, [122] он появляется в X веке до н. э. и в это время распространяется по южной Греции. Типичная адаптация этого символа, относящаяся к эллинистическому периоду, представлена на железном круглом щите-пельте диаметром 35 см, найденном в Иллирии. Этот щит — одно из доказательств того, что власть греков над южной Иллирией продолжалась от появления династии Антипатридов (восходящей к диадоху Кассандру) и до разгрома последних Антигонидов войсками Римской республики. Использовавшаяся иллирийцами тактика ведения войны также испытывала греческое влияние[123], что видно, в частности, по войнам иллирийского племени дарданов. Эллинизированный[119] иллирийский город Даорсон (др.-греч. Δαορσών, недалеко от нынешнего города Столац, Босния и Герцеговина) был обнесён «циклопическими стенами».[124]

### Римское влияние
Иллирия была завоёвана Римской республикой и стала римской провинцией в 168 году до н. э. Иллирийцы, которым не понравилась проводившаяся римлянами политика романизации, восстали в 6 году н. э. К моменту восстания почти два века римского владычества оказали своё влияние на вооружения и тактику иллирийцев, сделав их более похожими на римские. Но римскому влиянию предшествовало влияние кельтское, и это также отразилось на их вооружениях и тактике. Иллирийцы Римской Далмации пользовались отравленными стрелами, которые называли «ninum».[125] Римляне отравленных стрел никогда не знали, так что это не могло быть римское влияние, но упоминания об этом появляются именно в римское время.

## Хронология
Мифическое время — энхелеи под командованием фиванского царя Кадма вторгаются в Иллирию. Поражение иллирийцев.[1]

### VIII век до н. э.
745 год до н. э. — иллирийское племя либурнов вынуждено уйти с острова Корфу под давлением коринфского правителя Герсикрата. Первое письменное упоминание о конфликте между иллирийцами и греками.

### VII век до н. э.
691 год до н. э. — первое вторжение иллирийцев в Македонию; в последующее время отношения между македонцами и иллирийскими племенами были натянутыми.[126]
Год неизвестен — Гауларос, вождь иллирийского племени тавлантиев, начинает войну против Македонии.[127]
628 год до н. э. — либурны изгнаны из Диррахия (нынешний Дуррес, Албания) коринфскими греками, которых пригласили помочь соседи либурнов — иллирийское же племя тавлантиев.
602 год до н. э. — Филипп I Македонский убит в бою иллирийцами.

### VI век до н. э.
524 год до н. э. — этруски наносят поражение либурнам, стремясь получить доступ к ведущим в Эгейское море торговым путям.
524 год до н. э. — Аристодем Кумский (Кумы находились на тирренском побережье Италии) разбивает объединённую армию этрусков и даунийцев (народ иллирийского происхождения, обитавший на территории нынешней Апулии, юго-восточная Италия).
511 год до н. э. — персидская армия под командованием Мегабаза наносит поражение пеонам и депортирует два пеонийских племени в Азию.
509 год до н. э. — певкеты (иллирийское племя, жившее на территории современной Апулии, Италия) осаждают Рим.
500 год до н. э. — начало войн между греческой колонией Тарент (сейчас Таранто, Апулия, Италия) и племенами япигов, япиги терпят поражение.

### V век до н. э.
499 год до н. э. — пеоны принимают участие в Ионийском восстании против персов.
490 год до н. э. — жители Тарента наносят поражение иллирийскому племени мессапов, обитавшему в Апулии, Италия.[128]
480 год до н. э. — пеоны присоединяются к грекам в их порьбе против персов и принимают участие в битве при Саламине.
466 год до н. э. — жители Тарента снова разбивают япигов.[129]
460 год до н. э. — конкуренция в торговле приводит к тому, что жители Аполлонии Иллирийской (греческой колонии) разрушают Тронион (находился к югу от Влёры, между рекой Сушицей и морем, сейчас это территория Албании).
460 год до н. э. — жители Тарента захватывают принадлежавший япигам город Опис.
440 год до н. э. — греческая колония Фурии (Сибарис) заключает союз с племенем бриндидов против города Тарента.
436 год до н. э. — иллирийское племя тавлантиев нападает на Диррахий (нынешний Дуррес, Албания), внося этим свою лепту в ухудшение политической обстановки, привёдшее в конечном итоге к Пелопоннесской войне.
433 год до н. э. — греческая колония Фурии (Сибарис) в союзе с мессапскими племенами разбивает италийское племя луканов[130].
432 год до н. э. — греческая колония Фурии (Сибарис) в союзе с мессапскими племенами успешно отражает ещё одно нападение луканов, не давая им вторгнуться в долину реки Крати.
430 год до н. э. — иллирийский царь Грабус из племени грабиев заключает союз с Афинами.
429 год до н. э. — племя агрианов попадает в зависимость от Одрисского царства.
424 год до н. э. — иллирийское племя аутариатов расширяет принадлежащие ему территории, вытесняя фракийское племя трибаллов на восток, в западные регионы нынешних Сербии и Болгарии.[131]
423 год до н. э. — иллирийцы и жители Линкестиды участвуют в Пелопоннесской войне и в битве при Линкестисе обращают в бегство македонцев и спартанцев.[132][133]
418 год до н. э. — мессапский царь Артас обновляет свой союз с Афинами и впоследствии принимает участие в Сицилийской экспедиции.
413 год до н. э. — Артас предоставляет Афинам 150 копейщиков для участия в походе на Сиракузы.

### IV век до н. э.
399 год до н. э. — конфликт по поводу Линкестиды между линкестидским царём Сиррасом и Архелаем I Македонским.
393 год до н. э. — дарданцы помогают Аргею II Македонскому победить и изгнать Аминту III Македонского и узурпировать власть, но после победы делают Аргея II своей марионеткой.
392 год до н. э. — Аминта III заключает союз с фессалийцами и возвращает Македонию себе, изгоняя дарданцев.
385 год до н. э. — иллирийский царь Бардил наносит поражение молосцам и совершает набег на Эпир.
385 год до н. э. — Агесилай II Спартанский наносит поражение Бардилу, изгоняя его дарданцев из Эпира.
360 год до н. э. — молосцы под командованием Арриба отражают набег иллирийцев на Эпир.
360 год до н. э. — племена южной Пеонии совершают набеги на Македонию, поддерживая таким образом иллирийское вторжение в страну.
359 год до н. э. — смерть пеонийского царя Агиса приводит к захвату Пеонии Македонией.
359 год до н. э. — Пердикка III Македонский убит при попытке завоевать верхнюю Македонию.
356 год до н. э. — пеонийский царь Ликкей вместе с вождём иллирийского племени грабиев Грабосом присоединяется к антимакедонской коалиции, возглавляемой Афинами.
358 год до н. э. — Филипп II Македонский разбивает иллирийцев и убивает девяностолетнего Бардила, отказавшись заключать мир.
356 год до н. э. — Парменион неожиданно нападает на Грабоса и разбивает его, не дав объединить усилия с армиями Афин, Фракии и Пеонии.
352 год до н. э. — иллирийское племя агрианов вступает в союз с Филиппом II Македонским.
344 год до н. э. — Плеврат I, царь иллирийского племени тавлантов, проигрывает войну Филиппу II Македонскому, в результате за государством Тавлантов остаётся только побережье Адриатики.
344 год до н. э. — иллирийская царица Каэрия проигрывает битву македонской царице Кинане и погибает в этом бою.
337 год до н. э. — иллирийский царь Плеврис почти убивает Филиппа II Македонского во время Балканской кампании последнего.
335 год до н. э. — иллирийцы во главе с Плеврием поднимают восстание, но терпят поражение.
335 год до н. э. — Александр Македонский захватывает иллирийские государства, разбив иллирийских царей Клеитуса и Главкия в ходе осады Пелиума.
323 год до н. э. — Кинана (др.-греч. Κυνάνη, Κύνα, лат. Cynane, Cynna; ок. 358 до н. э.—323 до н. э.) — единокровная сестра Александра Великого, дочь македонского царя Филиппа II от иллирийской (дарданской) царевны Аудаты, ведёт македонскую армию в поход против иллирийцев и разбивает их.
317 год до н. э. — Главкий заключает союз с греческими колониями, в то время как Кассандр, будущий македонский царь, сильно теряет энтузиазм.
312 год до н. э. — Акротат I Спартанский помогает Главкию в изгнании македонского гарнизона из Аполлонии Иллирийской.
312 год до н. э. — иллирийский царь Главкий при помощи своих союзников — греков с острова Керкира — получает контроль над городом Эпидамном (нынешний Дуррес, Албания).
310 год до н. э. — государство Аутариатов прекращает существовать, будучи завоёванным кельтами.
307 год до н. э. — Главкий вторгается в Эпир и делает Пирра эпирским царём.

### III век до н. э.
280 год до н. э. — армия галлов разбивает иллирийское племя дарданов в ходе галльского нашествия на Балканы.
231 год до н. э. — иллирийский царь Агрон посылает свой флот освободить акарнанийский город Медеон, который тогда осаждали этолийцы. Победа остаётся за Агроном.
230 год до н. э. — дарданский царь Лонгар захватывает пеонийский город Билазору (сейчас на территории Республики Македония).
230 год до н. э. — иллирийская царица Тевта начинает свою пиратскую кампанию на Адриатическом море, чтобы захватить столицу Эпира — Фойнику.
229 год до н. э. — объединённый флот иллирийцев и жителей Акарнании наносит поражение объединённому же флоту этолийцев и ахейцев в битве при острове Пакси (в Ионическом море).
229 год до н. э. — иллирийский полководец Деметрий Фаросский оккупирует остров Керкира, но вскоре предпочитает отдать его римлянам.
229 год до н. э. — начало Первой Иллирийской войны, римляне впервые пересекают Адриатическое море, пытаясь воздействовать на иллирийскую царицу Тевту — её пираты угрожают римским торговым судам.
228 год до н. э. — иллирийцы терпят многочисленные поражения от римлян. Конец Первой Иллирийской войны.
220 год до н. э. — начало Второй Иллирийской войны: Деметрий Фаросский заново строит иллирийский военный флот и нарушает мирный договор между Римом и Иллирией, напав на эгейские города.
219 год до н. э. — римская армия под командованием Луция Эмилия Павла (консул 219 года до н. э.) вторгается в Иллирию, где тогда правил Деметрий Фаросский. Римляне одерживают многочисленные победы, в результате чего Деметрий бежит в Македонию, и на этом Вторая Иллирийская война заканчивается.

### II век до н. э.
Падение южноиллирийских государственных образований, вторжение римлян в северную Иллирию.
197 год до н. э. — римляне наносят иллирийцам поражение при городе Делминий в центральной Иллирии.
197 год до н. э. — далматы терпят поражение при реке Неретве.
183 год до н. э. — Филипп V Македонский заключает союз с племенем бастарнов, намереваясь изгнать дарданцев с их территорий и поселить там своих людей. План Филиппа проваливается, так как дарданцы одерживают победу.
180 год до н. э. — далматы заявляют о своей независимости от Гентия, царя ардеев.
Год неизвестен — иллирийский царь Эпулон наносит римлянам поражение, не позволяя им взять город Несакций (находится на юге нынешней Истрии, Хорватия) даже после долгой осады.
177 год до н. э. — римляне оккупируют Истрию и осаждают Эпулона в его крепости. Крепость долго сопротивляется, но римляне отводят русло реки, снабжавшей эту крепость питьевой водой, и, в конце концов, берут город.
170 год до н. э. — иллирийский царь Гентий побеждает римлян при городе Ускана (на западе нынешней Республики Македония).
168 год до н. э. — римляне разбивают Гентия в битве при его столице Скодре (нынешний Шкодер на севере Албании). Иллирийское государство перестаёт существовать, Гентия отправляют в Рим в качестве пленника.
155 год до н. э. — римляне разрушают Делминий, столицу далматов (находился недалеко от нынешнего Томиславграда, Босния и Герцеговина).
119 год до н. э. — римляне разбивают паннонцев при Сискии (нынешний город Сисак, Хорватия).

### I век до н. э.
76 год до н. э. — окончательное поражение далматов в борьбе с Римом, римляне захватывают портовый город Салону.
51 год до н. э. — римляне вторгаются в Далмацию, но иллирийцы наносят им поражение.
49 год до н. э. — либурнские племена участвуют в гражданской войне между Цезарем и Помпеем, и на той, и на другой стороне, ведя боевые действия в районе острова Крк (Адриатическое море, сейчас территория Хорватии).
48 год до н. э. — Луций Корнифиций и Габин воюют с иллирийцами на территории Далмации, но терпят поражение.[134]
39 год до н. э. — Гай Азиний Поллион наносит поражение иллирийскому племени партенов.[135]
35 год до н. э. — Октавиан Август побеждает паннонцев при Сискии (нынешний город Сисак, Хорватия).[136]
34 год до н. э. — римляне под командованием Октавиана Августа окончательно покоряют племя яподов (обитали на территории нынешних Хорватии и Боснии и Герцеговины).
9 год до н. э. — Тиберий (с 12 года дол н. э.) и паннонское племя скордисков побеждают иллирийцев на территории Далмации.[137][138]

### I век н. э.
6 год до н. э. — иллирийское племя десициатов под командованием своего царя Батона I поднимают восстание и наносят поражение посланной усмирять их римской армии.
7 год н. э. — Цецина Север (римский сенатор) наносит поражение иллирийским племенам десициатов и бревков. Однако иллирийцы, несмотря на своё поражение, не прекратили сопротивляться и ввязались в битву при Сирмии; впоследствии к десициатам и бревкам присоединились и другие иллирийские племена, восстание стало представлять серьёзную угрозу для Рима.
7 год н. э. — на подавление Иллирийского восстания отправляются три римских легиона.
8 год н. э. — царь бревков Батон II сдаётся Тиберию.
9 год н. э. — после ожесточённых боёв Батон I сдаётся римским войскам. На этом сопротивление иллирийцев римской власти прекращается.